# Алфавитный список русских флотских званий

Алфавитный список русских и советских флотских (корабельных) чинов и званий содержит морские чины русского и воинские корабельные звания советского флота.
Соблюдена оригинальная орфография. В список не входят должности и категории РККФ, для которых создан отдельный список.

## А
- Адмирал
- Адмирал белого флага
- Адмирал красного флага
- Адмирал синего флага
- Адмирал флота (СССР)
- Адмирал флота (Россия)
- Адмирал Флота Советского Союза
- Адмирал-инженер
- Армветврач
- Армврач
- Армвоенюрист
- Армейский комиссар 2 ранга
- Армейский комиссар 1 ранга
- Арминженер
- Арминтендант

## Б
- Батальонный комиссар
- Ботелер
- Боцман
- Боцманмат
- Бригадный комиссар
- Бригветврач
- Бригврач
- Бригвоенюрист
- Бригинженер
- Бригинтендант

## В
- в запасе добавляется после звания
- Вице-адмирал
- Вице-адмирал белого флага
- Вице-адмирал красного флага
- Вице-адмирал синего флага
- Вице-адмирал-инженер
- Вице-старшина 1 статьи
- Вице-старшина 2 статьи
- Военветврач 1 ранга
- Военветврач 2 ранга
- Военветврач 3 ранга
- Военветфельдшер
- Военврач
- Военврач 1 ранга
- Военврач 2 ранга
- Военврач 3 ранга
- Военинженер
- Военинженер 1 ранга
- Военинженер 2 ранга
- Военинженер 3 ранга
- Воентехник 1 ранга
- Воентехник 2 ранга
- Военфельдшер
- Военный юрист
- Военный юрист 1 ранга
- Военный юрист 2 ранга
- Военный юрист 3 ранга
- Воспитанник
- в отставке добавляется после звания

## Г
- Галерный мастер
- Гардемарин
- Гвардейского экипажа далее следует звание
- гвардии далее следует звание
- Генерал кригс-комиссар
- Генерал-адмирал
- Генерал-лейтенант
- Генерал-лейтенант авиации
- Генерал-лейтенант артиллерии
- Генерал-лейтенант береговой службы
- Генерал-лейтенант ветеринарной службы
- Генерал-лейтенант инженерно-авиационной службы
- Генерал-лейтенант инженерно-технической службы
- Генерал-лейтенант интендантской службы
- Генерал-лейтенант медицинской службы
- Генерал-лейтенант юстиции
- Генерал-майор
- Генерал-майор авиации
- Генерал-майор артиллерии
- Генерал-майор береговой службы
- Генерал-майор ветеринарной службы
- Генерал-майор инженерно-авиационной службы
- Генерал-майор инженерно-технической службы
- Генерал-майор интендантской службы
- Генерал-майор медицинской службы
- Генерал-майор юстиции
- Генерал-полковник
- Генерал-полковник авиации
- Генерал-полковник артиллерии
- Генерал-полковник береговой службы
- Генерал-полковник ветеринарной службы
- Генерал-полковник инженерно-авиационной службы
- Генерал-полковник инженерно-технической службы
- Генерал-полковник интендантской службы
- Генерал-полковник медицинской службы
- Генерал-полковник юстиции
- Главный корабельный старшина
- Главный старшина

## Д
- Декъюнга
- Дивветврач
- Дивврач
- Диввоенюрист
- Дивизионный комиссар
- Дивинженер
- Дивинтендант
- Драфцман

## Е
- Ефрейтор

## З
- Замполитрука
- запаса добавляется после звания

## И
- Инженер-адмирал
- Инженер-вице-адмирал
- Инженер-генерал-лейтенант
- Инженер-генерал-майор
- Инженер-генерал-полковник
- Инженер-капитан
- Инженер-капитан 1 ранга
- Инженер-капитан 2 ранга
- Инженер-капитан 3 ранга
- Инженер-капитан-лейтенант
- Инженер-контр-адмирал
- Инженер-лейтенант
- Инженер-майор
- Инженер-механик-вице-адмирал
- Инженер-механик-капитан 1 ранга
- Инженер-механик-капитан 2 ранга
- Инженер-механик-контр-адмирал
- Инженер-механик-лейтенант
- Инженер-механик-мичман
- Инженер-механик-старший лейтенант
- Инженер-подполковник
- Инженер-полковник
- Инженер-флагман 1 ранга
- Инженер-флагман 2 ранга
- Инженер-флагман 3 ранга
- Инженер-флагман флота
- Инспектор механической части
- Инспектор судостроения
- Интендант
- Интендант 1 ранга
- Интендант 2 ранга
- Интендант 3 ранга
- Интендант партикулярной верфи в Петербурге

## К
- Казначей
- Канонир
- Капитан
- Капитан 1 ранга
- Капитан 1 ранга технической службы
- Капитан 1 ранга-инженер
- Капитан 2 ранга
- Капитан 2 ранга технической службы
- Капитан 2 ранга-инженер
- Капитан 3 ранга
- Капитан 3 ранга технической службы
- Капитан 3 ранга-инженер
- Капитан 4 ранга
- Капитан авиационно-технической службы
- Капитан административной службы
- Капитан ветеринарной службы
- Капитан бригадирского ранга
- Капитан интендантской службы
- Капитан командор
- Капитан медицинской службы
- Капитан над портом
- Капитан по адмиралтейству
- Капитан-командор
- Капитан-лейтенант
- Капитан-лейтенант технической службы
- Капитан-лейтенант-инженер
- Капитан-поручик
- Капитан юстиции
- Караульный солдат
- Каютюнга
- Квартирмейстер
- Командарм 1 ранга
- Командарм 2 ранга
- Комбриг
- Комдив
- Комкор
- Кондуктор
- Конопатчик
- Констапель
- Констапельский ученик
- Контр-адмирал
- Контр-адмирал-инженер
- Контролёр
- Корабельный комиссар
- Корабельный комиссар
- Корабельный мастер
- Корабельный секретарь
- Коринженер
- Коринтендант
- Корветврач
- Корврач
- Корвоенюрист
- Коринтендант
- Корпорал
- Корпусной комиссар
- Краснофлотец
- Кроншлот
- Купор

## Л
- Ланспасад
- Лейтенант
- Лейтенант административной службы
- Лейтенант ветеринарной службы
- Лейтенант интендантской службы
- Лейтенант медицинской службы
- Лейтенант технической службы
- Лейтенант-инженер
- Лейтенант юстиции

## М
- Майор
- Майор авиационно-технической службы
- Майор административной службы
- Майор ветеринарной службы
- Майор интендантской службы
- Майор медицинской службы
- Майор юстиции
- Матрос
- Матрос 1 статьи
- Матрос 2 статьи
- Матрос 3 статьи
- Матрос 4 статьи
- Мичман
- Младший воентехник
- Младший военный юрист
- Младший инженер-лейтенант
- Младший инженер-механик
- Младший лейтенант
- Младший лейтенант административной службы
- Младший лейтенант ветеринарной службы
- Младший лейтенант интендантской службы
- Младший лейтенант медицинской службы
- Младший лейтенант технической службы
- Младший лейтенант юстиции
- Младший политрук
- Младший помощник судостроителя
- Младший сержант
- Младший судостроитель
- Младший техник-лейтенант
- Морской ефрейтор
- Морской зауряд-прапорщик
- Морской младший унтер-офицер
- Морской подпрапорщик
- Морской солдат
- Морской старший унтер-офицер
- Морской фельдфебель

## О
- Обер-комиссар
- Обер-провиантмейстер
- Обер-сарваер
- Обер-сарваер от строения корабельного
- Обер-цехмейстер
- Обер-штер-кригскомиссар
- Отделённый командир

## П
- Парусный ученик
- Первый профос
- Первый трубач
- Писарь
- Плотник
- Подконстапель
- Подполковник
- Подполковник авиационно-технической службы
- Подполковник административной службы
- Подполковник ветеринарной службы
- Подполковник интендантской службы
- Подполковник медицинской службы
- Подполковник по адмиралтейству
- Подполковник юстиции
- Подпорутчик
- Подпоручик по адмиралтейству
- Подшкипер
- Подштурман
- Подштюрман
- Подшхипер
- Политрук
- Полковник
- Полковник авиационно-технической службы
- Полковник административной службы
- Полковник артиллерийско-технической службы
- Полковник ветеринарной службы
- Полковник интенданской службы
- Полковник медицинской службы
- Полковник по адмиралтейству
- Полковник юстиции
- Полковой комиссар
- Помощник старшего инженер-механика
- Поручик
- Поручик
- Поручик по адмиралтейству
- Пошкипер
- Прапорщик
- Прапорщик по адмиралтейству
- Прокурор
- Профос

## Р
- резерва добавляется после звания
- Рядовой

## С
- Сарваер
- Сарваер корабельный
- Секретарь корабельный
- Сержант
- Сержант от канонир
- Солдат
- Старший лейтенант-инженер
- Старший батальонный комиссар
- Старший военветфельдшер
- Старший военфельдшер
- Старший инженер-лейтенант
- Старший инженер-механик
- Старший краснофлотец
- Старший лейтенант
- Старший лейтенант административной службы
- Старший лейтенант-инженер
- Старший лейтенант ветеринарной службы
- Старший лейтенант интендантской службы
- Старший лейтенант медицинской службы
- Старший лейтенант технической службы
- Старший лейтенант юстиции
- Старший матрос
- Старший мичман
- Старший политрук
- Старший помощник судостроителя
- Старший прапорщик
- Старший сержант
- Старший судостроитель
- Старший техник-лейтенант
- Старшина
- Старшина 1 статьи
- Старшина 2 статьи

## Т
- Техник-интендант 1 ранга
- Техник-интендант 2 ранга
- Техник-лейтенант
- Трубач

## У
- Унтер-лейтенант
- Унтер-офицер

## Ф
- Флагман 1 ранга
- Флагман 2 ранга
- Флагман флота 1 ранга
- Флагман флота 2 ранга
- Флагманский инженер-механик
- Флота генерал
- Флота генерал-лейтенант
- Флота генерал-майор

## Ц
- Цехмейстер

## Ш
- Шаутбейнахт
- Шаутбейнахт белого флага
- Шаутбейнахт красного флага
- Шаутбейнахт синего флага
- Шаутбенахт
- Шкипер
- Шкипер 1-го ранга
- Шкипер 2-го ранга
- Штабс-капитан
- Штабс-капитан по адмиралтейству
- Штурман
- Штюрман
- Шхиман
- Шхиманмат
- Шхипер
- Шхипер 1 ранга
- Шхипер 2 ранга
- Шхипер 3 ранга

## Ю
- Юнга
- Юнкер флота